# 布拉什河
布拉什河（法語：Brache，亦作，法語發音：[bʁaʃ]）是法国上法蘭西大區索姆省的河流，是阿夫爾河的左支流，长5.6千米，发源自布扬库尔拉巴塔耶，于布拉什流入阿夫爾河。